# Едвін Штольц
Едвін Штольц (нім. Edwin Stolz; 4 грудня 1912, Бюлерталь, Німецька імперія — 17 квітня 1944, Полоцьк, БРСР) — німецький офіцер, оберлейтенант резерву вермахту (1944, посмертно). Кавалер Лицарського хреста Залізного хреста з дубовим листям.

## Біографія
З початком війни призваний в армію і зарахований в 14-у роту 353-го піхотного полку 205-ї піхотної дивізії. Учасник Французької кампанії та Німецько-радянської війни, командир взводу. З кінця 1943 року — командир 14-ї (протитанкової) роти. Відзначився у боях під Полоцьком. Був смертельно поранений в бою.

## Нагороди
- Залізний хрест 2-го і 1-го класу
- Штурмовий піхотний знак в сріблі
- Лицарський хрест Залізного хреста з дубовим листям
  - лицарський хрест (8 лютого 1943)
  - дубове листя (№498; 12 червня 1944, посмертно)